# Van Dyke (skæg)
Van Dyke (nogle gange stavet  Vandyke eller Van Dyck) er en type skæg, der er navngivet efter den flamske maler Anthony van Dyck (1599–1641). Van Dyke består af både et overskæg og et fipskæg, hvor alt hår er fjernet fra kinderne. Denne specifikke skægstil har dog mange varianter eksempelvis krumt overskæg eller lige. Nogle gange omtales et Van Dyke som et "Charlie" efter kong Charles 1. af England, der af van Dyck blev malet med denne type skæg. "Pike-devant" eller "pickedevant" er andre småkendte synonymer for Van Dyke-skægget.